# Djougoumaram
Djougoumaram (auch: Djougounoumaran, Djougounoumaram, Djouzounouaram, Dyougounoumaram) ist ein Dorf in der Landgemeinde Goudoumaria in Niger.

## Geographie
Das von einem traditionellen Ortsvorsteher (chef traditionnel) geleitete Dorf liegt rund 31 Kilometer nordwestlich des Hauptorts Goudoumaria der gleichnamigen Landgemeinde und des gleichnamigen Departements Goudoumaria, das zur Region Diffa gehört. Zu den Siedlungen in der näheren Umgebung von Djougoumaram zählen Garoua im Südosten und Sissi im Südwesten. Das Dorf befindet sich in der Zone der fruchtbaren Mulden von Maïné-Soroa.

## Bevölkerung
Bei der Volkszählung 2012 hatte Djougoumaram 453 Einwohner, die in 69 Haushalten lebten. Bei der Volkszählung 2001 betrug die Einwohnerzahl 283 in 55 Haushalten und bei der Volkszählung 1988 belief sich die Einwohnerzahl auf 288 in 78 Haushalten.

## Wirtschaft und Infrastruktur
Im Dorf wird ein Wochenmarkt abgehalten. Es gibt eine Schule.